# Bombardopolis (kommun)
Bombardopolis är en kommun i Haiti.   Den ligger i departementet Nord-Ouest, i den nordvästra delen av landet, 170 km nordväst om huvudstaden Port-au-Prince.